# Polnische Eishockeyliga 1968/69
Die Saison 1968/69 war die 34. Spielzeit der Eishockeyliga, der höchsten polnischen Eishockeyspielklasse. Meister wurde zum insgesamt zweiten Mal in der Vereinsgeschichte Podhale Nowy Targ. Włókniarz Zgierz stieg in die 2. Liga ab.

## Modus
Die zehn Mannschaften bestritten zunächst eine gemeinsame Hauptrunde. Die vier bestplatzierten Mannschaften der Hauptrunde qualifizierten sich für die Finalrunde, in der der Meister ausgespielt wurde. Die anderen sechs Mannschaften spielten in der Abstiegsrunde um den Klassenerhalt, wobei der Letztplatzierte in die 2. Liga abstieg. Für einen Sieg erhielt jede Mannschaft zwei Punkte, bei einem Unentschieden gab es einen Punkt und bei einer Niederlage null Punkte.

## Mannschaften
| Baildon Katowice |

| Warszawa |

| GKS Katowice |

| Nowy Targ |

| Bydgoszcz |

| Zgierz |

| Janów |

| Murcki |

| Toruń |

| KS Cracovia |

| Baildon Katowice |

| Warszawa |

| GKS Katowice |

| Nowy Targ |

| Bydgoszcz |

| Zgierz |

| Janów |

| Murcki |

| Toruń |

| KS Cracovia |

## Finalrunde
|    | Klub                | Spiele | Tore    | Punkte |
| -- | ------------------- | ------ | ------- | ------ |
| 1. | Podhale Nowy Targ   | 30     | 127:70  | 46     |
| 2. | GKS Katowice        | 30     | 121:65  | 40     |
| 3. | KS Pomorzanin Toruń | 30     | 124:108 | 29     |
| 4. | Polonia Bydgoszcz   | 30     | 139:143 | 27     |

## Abstiegsrunde
|     | Klub             | Spiele | Tore    | Punkte |
| --- | ---------------- | ------ | ------- | ------ |
| 5.  | Baildon Katowice | 28     | 160:83  | 37     |
| 6.  | Naprzód Janów    | 28     | 110:112 | 32     |
| 7.  | Górnik Murcki    | 28     | 100:105 | 32     |
| 8.  | KS Cracovia      | 28     | 110:125 | 21     |
| 9.  | Legia Warszawa   | 28     | 114:117 | 20     |
| 10. | Włókniarz Zgierz | 28     | 61:241  | 4      |